# Barão de Itamaracá
Barão de Itamaracá é um título nobiliárquico brasileiro criador por D. Pedro II do Brasil, por decreto de 11 de setembro de 1843, em favor a Tomás Antônio Maciel Monteiro. Tal reverência foi concedida a dois titulares: Tomás Antônio Maciel Monteiro (1780–1847) e Antônio Peregrino Maciel Monteiro (1803–1860), este sobrinho do anterior.